# Georges Perec
Georges Perec (7 maart 1936 - 3 maart 1982) was een Frans auteur.

## Biografie

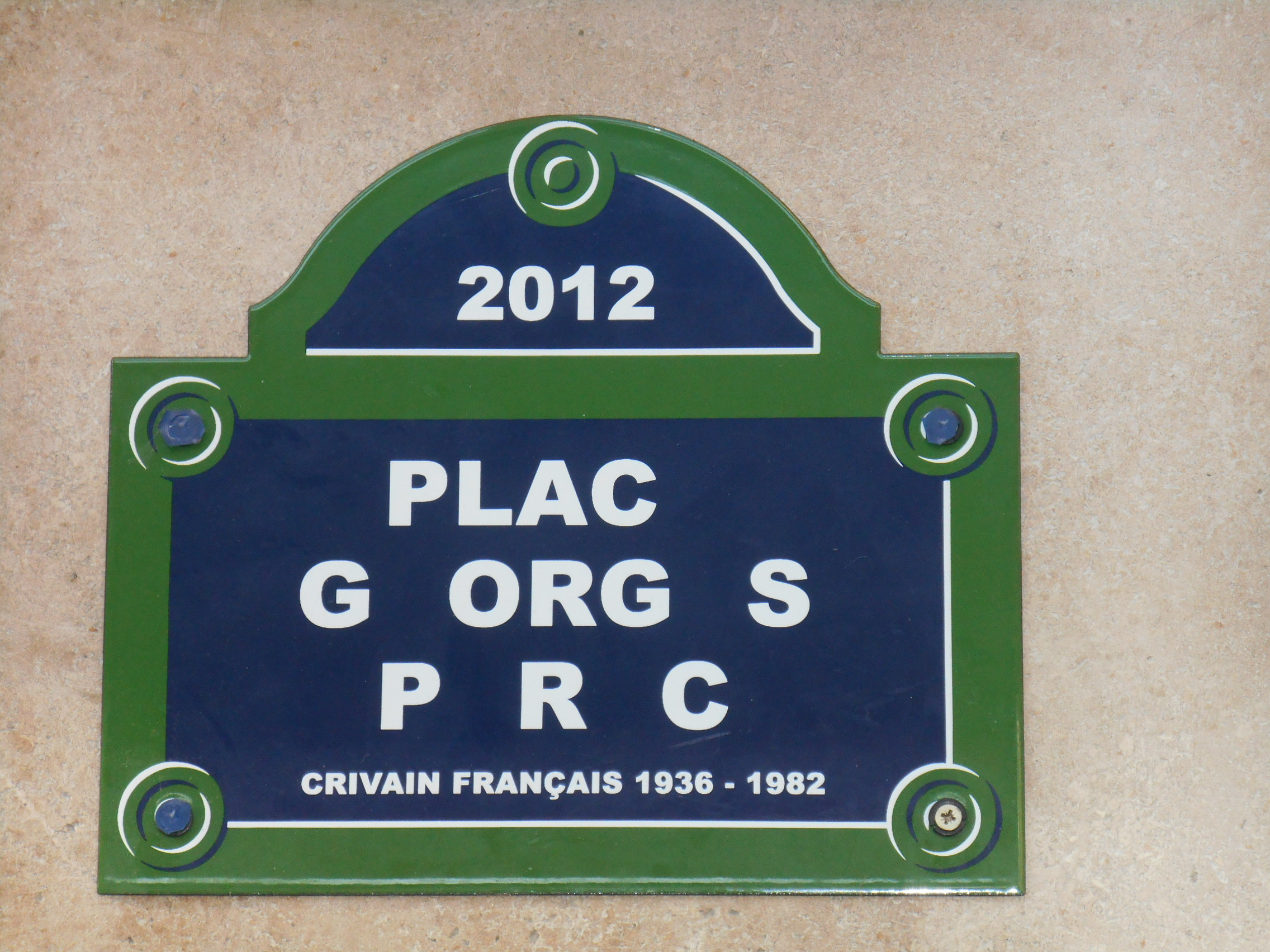
Bordje Verdwijning door Christophe Verdon, als eerbewijs aan Georges Perec. Café de la Mairie, Place Saint-Sulpice te Parijs

Perec was een zoon van Poolse Joden die naar Frankrijk waren uitgeweken. Zijn vader sneuvelde in 1940, zijn moeder werd gedeporteerd in 1943 en vergast. Hij groeide op bij een oom en tante. 
Zijn romandebuut in 1965, Les Choses, Une histoire des années 60, beschrijft het ontstaan van de consumptiemaatschappij aan de hand van een eenvoudig verhaal over 'de dingen', statussymbolen die aan de ambities van de hoofdpersonen (een jong koppel) beantwoorden. Het was een sociologische roman die de Prix Renaudot kreeg.   
In 1967 werd Perec lid van 'OuLiPo','Ouvroir de Littérature Potentielle' en werd daarvan, naast Raymond Queneau, de bezielende kracht. Ook Marcel Duchamp en Italo Calvino maakten deel uit van die club.
In 1969 verscheen La Disparition, een literaire thriller rondom de verdwijning van de letter 'e'. In het verhaal van ruim 300 pagina's komt die letter geen enkele maal voor. Na een Engelse vertaling in 1994, getiteld A Void, door Gilbert Adair een Duitse vertaling door Eugen Helmlé met als titel Anton Voyls Fortgang, een Spaanse El Secuestro waar de 'a' is weggelaten in de vertaling, als meest voorkomende letter in de Spaanse taal, een Zweedse vertaling  Försvinna, een Italiaanse La scomparsa en een Turkse versie Kayboluş, verscheen ook een Nederlandse vertaling (van de hand van Guido van de Wiel) in april 2009 onder de titel 't Manco bij De Arbeiderspers. In 1972 keerde Perec die krachttoer om in Les Revenentes - daarin is de 'e' de enige gebruikte klinker.
In 1978 publiceerde hij zijn magnum opus La Vie mode d'emploi, romans. 'Romans' in het meervoud want het gaat om honderden verhalen die met elkaar verbonden worden door een gebouw met negen woonniveaus en een kelderniveau aan de Simon-Crubellierstraat nr 11 in Parijs. Op de lagere verdiepingen bevinden zich telkens twee woongelegenheden, hoger drie en de twee hoogste zijn opgesplitst per kamer (de vroegere dienstbodekamers). Daarin spelen alle verhalen zich af, niet als in een soapserie, integendeel, vaak in isolement of wederzijdse onverschilligheid. En toch overstijgen zij de context van het gebouw want elke bewoner leeft met zijn of haar herinneringen. Honderden verhalen, honderden stijlen, van kitsch tot luxe, van boodschappenlijst tot filosofische beschouwingen, van nonsens tot schaakproblemen. Dit boek werd bekroond met de 'Prix Medicis'.
In 2017 werd het grootste deel van Perecs werk uitgegeven in de prestigieuze Bibliothèque de la Pléiade.

## Bibliografie

Handtekening van Perec